# Regeringen Hørring
Regeringen Hørring var Danmarks regering 23. maj 1897 – 27. april 1900.
Ændringer: 28. august 1899
Den bestod af følgende ministre:
- Konseilspræsident og Finansminister: H.E. Hørring
- Udenrigsminister: N.F. Ravn
- Indenrigsminister:

V. Bardenfleth til 28. august 1899, derefter
Ludvig Bramsen
- Justitsminister og Minister for Island:

N.R. Rump til 28. august 1899, derefter
H.E. Hørring
- Minister for Kirke- og Undervisningsvæsenet: H.V. Sthyr
- Krigsminister:

C.F.F.E. Tuxen til 28. august 1899, derefter
J.G.F. Schnack
- Marineminister: N.F. Ravn
- Landbrugsminister: Alfred Hage